# Нью-Портланд (Мен)
Нью-Портланд (англ. New Portland) — місто (англ. town) в США, в окрузі Сомерсет штату Мен. Населення — 765 осіб (2020).

## Демографія
Згідно з переписом 2010 року, у місті мешкало 718 осіб у 346 домогосподарствах у складі 202 родин. Було 605 помешкань
Расовий склад населення:
| - 98,2 % — білих - 0,6 % — корінних американців - 0,1 % — чорних або афроамериканців - 0,1 % — азіатів |

До двох чи більше рас належало 1,0 %. Частка іспаномовних становила 0,3 % від усіх жителів.
За віковим діапазоном населення розподілялося таким чином: 16,6 % — особи молодші 18 років, 65,3 % — особи у віці 18—64 років, 18,1 % — особи у віці 65 років та старші. Медіана віку мешканця становила 48,9 року. На 100 осіб жіночої статі у місті припадало 109,3 чоловіків;  на 100 жінок у віці від 18 років та старших — 110,2 чоловіків також старших 18 років.
Середній дохід на одне домашнє господарство  становив 59 117 доларів США (медіана — 46 635), а середній дохід на одну сім'ю — 70 363 долари (медіана — 49 444). Медіана доходів становила 50 357 доларів для чоловіків та 28 125 доларів для жінок. За межею бідності перебувало 11,4 % осіб, у тому числі 12,3 % дітей у віці до 18 років та 11,6 % осіб у віці 65 років та старших.
Цивільне працевлаштоване населення становило 328 осіб. Основні галузі зайнятості: освіта, охорона здоров'я та соціальна допомога — 31,4 %, мистецтво, розваги та відпочинок — 14,9 %, роздрібна торгівля — 14,0 %.